# 豊田市立御作小学校
豊田市立御作小学校（とよたしりつ みつくりしょうがっこう）は、愛知県豊田市御作町にある公立小学校。

## 概要
- 豊田市の北西部の上川口町、下川口町、御作町が校区である。公立中学校に進学する場合は豊田市立藤岡中学校へ進学する [1]。
- 旧・西加茂郡藤岡町の小学校であり、藤岡町の東部が校区であった。

## 沿革
御作小学校の創立年は1892年（明治25年）5月となっている。これは川口尋常小学校に改称した年である。ここではそれ以前についても記述する。
- 1874年（明治7年） -
  - 川口学校が開校。上川口村、下川口村の児童が通学する。栄行寺[注釈 1]を仮校舎とする。
  - 御作学校が開校。御作村の児童が通学する。
- 1887年（明治20年） -
  - 川口学校が尋常小学川口学校に、御作学校が尋常小学御作学校に改称する。
  - 透成学校が尋常小学川口学校に統合され、透成分教場となる。
- 1889年（明治22年）10月1日 - 松峯村、押沢村、藤沢村、富田村、西枝下村、西広瀬村、上川口村、下川口村、御作村が合併し、富貴下村が発足。
- 1891年（明治24年）4月 - 藤沢に尋常小学川口学校藤沢分教場を設置する。
- 1892年（明治25年）5月 -
  - 尋常小学川口学校が川口尋常小学校に改称する。校舎を新築し、移転する。
  - 尋常小学御作学校が御作尋常小学校に改称する。
  - 尋常小学川口学校透成分教場が透成尋常小学校として独立する。
- 1893年（明治26年） - 藤沢分教場が藤沢尋常小学校として独立する。
- 1906年（明治39年）
  - 4月1日 - 高岡村、藤河村、富貴下村の一部（上川口・下川口）と合併し、藤岡村が発足。
  - 7月1日 - 富貴下村字御作が藤岡村に編入される。
- 1907年（明治40年）
  - 1月 - 川口尋常小学校が藤岡第二尋常小学校に、御作尋常小学校が藤岡第六尋常小学校に改称する。
  - 4月 - 藤岡第二尋常小学校が藤岡第六尋常小学校を統合する。
- 1909年（明治42年）4月 - 現在地に校舎を新築し、移転する。
- 1941年（昭和16年）4月1日 - 藤岡村第二国民学校に改称する。
- 1947年（昭和22年）
  - 4月1日 - 藤岡村立第二小学校に改称する。
  - 6月1日 - 藤岡村立石畳小学校に改称する。
- 1964年（昭和39年）12月 - 校舎を新築（鉄筋コンクリート造2階建）する。
- 1969年（昭和44年） - プールが完成する。
- 1971年（昭和46年）3月15日 - 体育館が完成する。
- 1978年（昭和53年）4月1日 - 藤岡村が町制施行し藤岡町となる。同時に藤岡町立御作小学校に改称する。
- 2005年（平成17年）4月1日 - 藤岡町が豊田市へ編入される。同時に豊田市立御作小学校に改称する。

## 交通アクセス
- とよたおいでんバス小原・豊田線「加茂丘高校前」バス停より徒歩約30分。
- 藤岡地域バス（ふじバス）川口・飯野線、「ふじの回廊口」バス停より徒歩約1分。